# Maewo

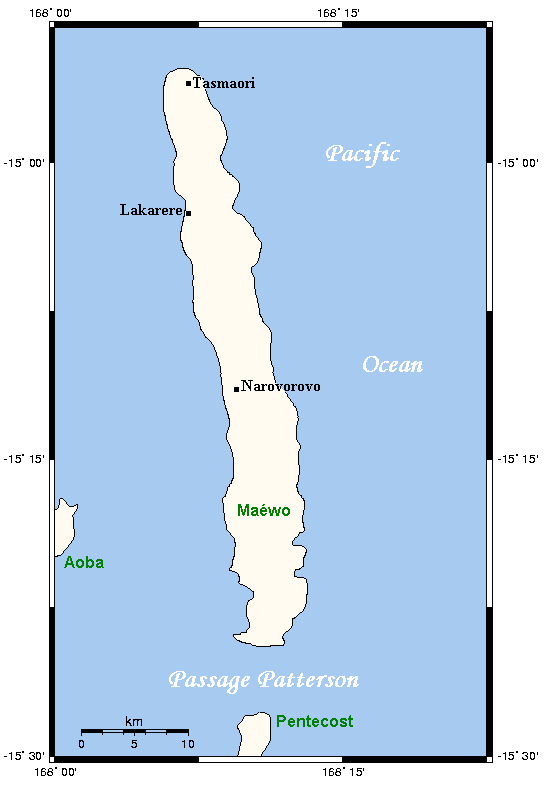
Maewo

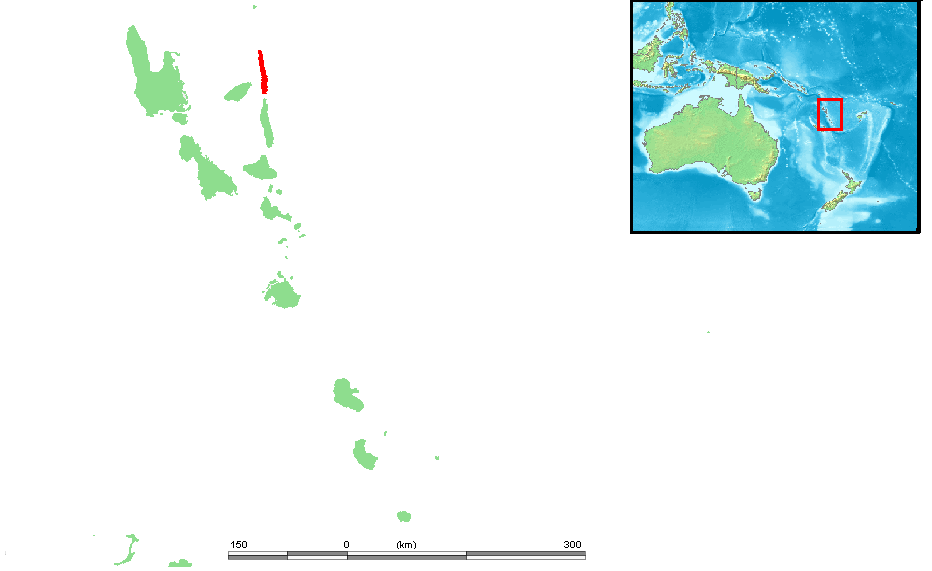
Maewos placering i Vanuatu

Maewo (tidigare Aurora Island) är en ö i Vanuatu i provinsen Penama i Stilla havet, 105 kilometer öster om Espiritu Santo.
Ön är 47 kilometer lång och 6 kilometer bred, med en area på 269 km². Dess högsta punkt är 795 meter över havsytan. År 2009 hade ön en befolkning på nära 3 600 invånare.
Maewo är den av Vanuatus öar som har den största regnmängden, mer än 2500 millimeter per år. Det myckna regnandet gör att ön täcks av en grön, frodig växtlighet och har ett överflöd av färskt vatten och vattenfall. I de centrala delarna av ön finns även heta källor.
De första européer som kom till Maewo var en spansk expedition ledd av Pedro Fernández de Quirós i april år 1606. De kallade ön Aurora ("gryningsljus" på spanska).